# Yaikel Pérez
Yaikel Pérez Rousseaux (sinh ngày 17 tháng 2 năm 1985) là một cầu thủ bóng đá người Cuba. Anh từng thi đấu cho SHB Đà Nẵng ở mùa giải V.League 1 2015

## Sự nghiệp

### Câu lạc bộ
Perez chơi bóng đá trẻ cho câu lạc bộ Ciudad Habana và là một phần của đội tuyển quốc gia Cuba đủ điều kiện tham dự Cúp vàng CONCACAF 2005. Cùng với một số đồng đội của mình, anh đã đào tẩu sang Hoa Kỳ trong giai đoạn vòng loại cuối cùng và ký hợp đồng với đội USL First Division Miami FC vào năm 2006.
Sau khi được Miami Perez giải phóng hợp đồng một thời gian ngắn cho Laredo Heat ở USL Premier Development League trước khi chuyển đến Puerto Rico, nơi anh chơi cho Atlético de San Juan và Sevilla FC Puerto Rico ở Puerto Rico Soccer League từ năm 2007 đến 2009.có 48 lần ra sân và ghi 16 bàn cho Sevilla, và giúp họ giành chức vô địch giải đấu vào năm 2008.
Năm 2015 Anh đến Việt Nam thông qua người môi giới tên là Frank.